# (31551) 1999 DV7
1999 DV7 (asteroide 31551) é um asteroide da cintura principal. Possui uma excentricidade de 0.14753460 e uma inclinação de 8.04027º.
Este asteroide foi descoberto no dia 18 de fevereiro de 1999 por LONEOS em Anderson Mesa.